# Simena

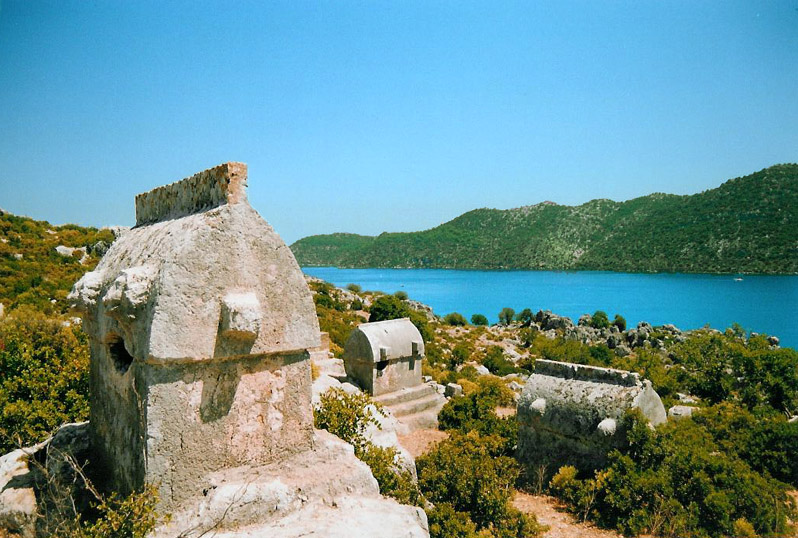
Tumbas de la antiguaLicia.

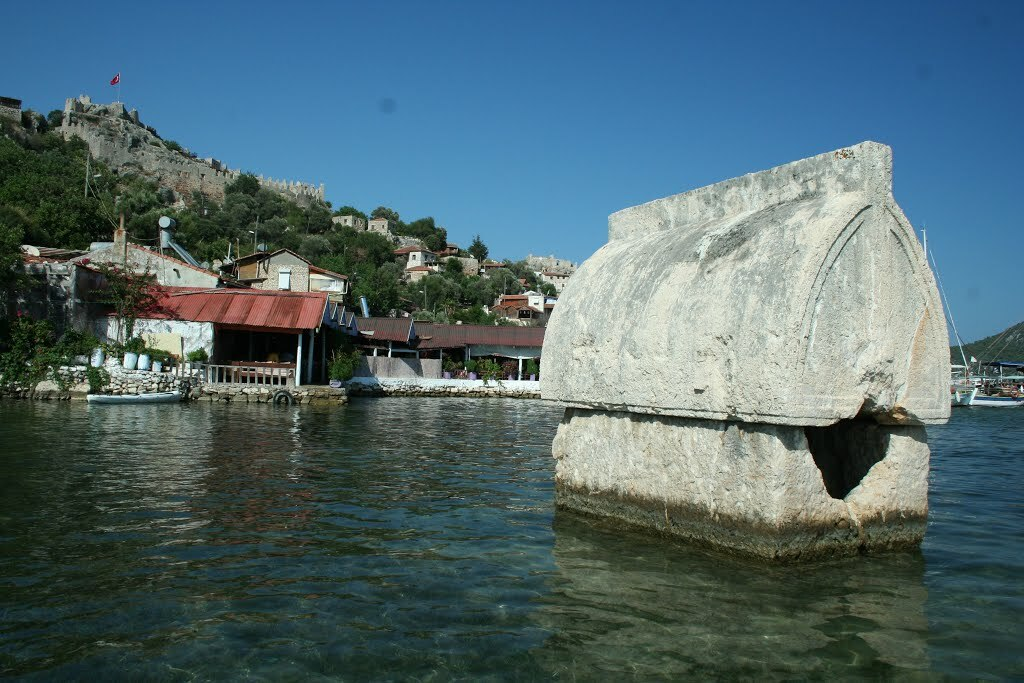
Tumba licia sumergida.

Simena (en griego antiguo: Σίμηνα) era una ciudad costera de la antigua Licia, a 60 estadios (stadia) de Aperle. El Stadiasmus Maris Magni llama a la ciudad Somena (Σόμηνα).
Su ubicación está cerca de la moderna Kaleköy, Turquía. Las inscripciones funerarias y los hallazgos de monedas indican que la ciudad ya existía en el siglo IV a. C. Parte de la antigua ciudad está ahora sumergida en el mar y los restos de las termas de Tito se encuentran en el agua. En la acrópolis se puede ver un pequeño teatro o buleuterio dentro de la fortaleza y excavado en la roca.